# کابل سریال

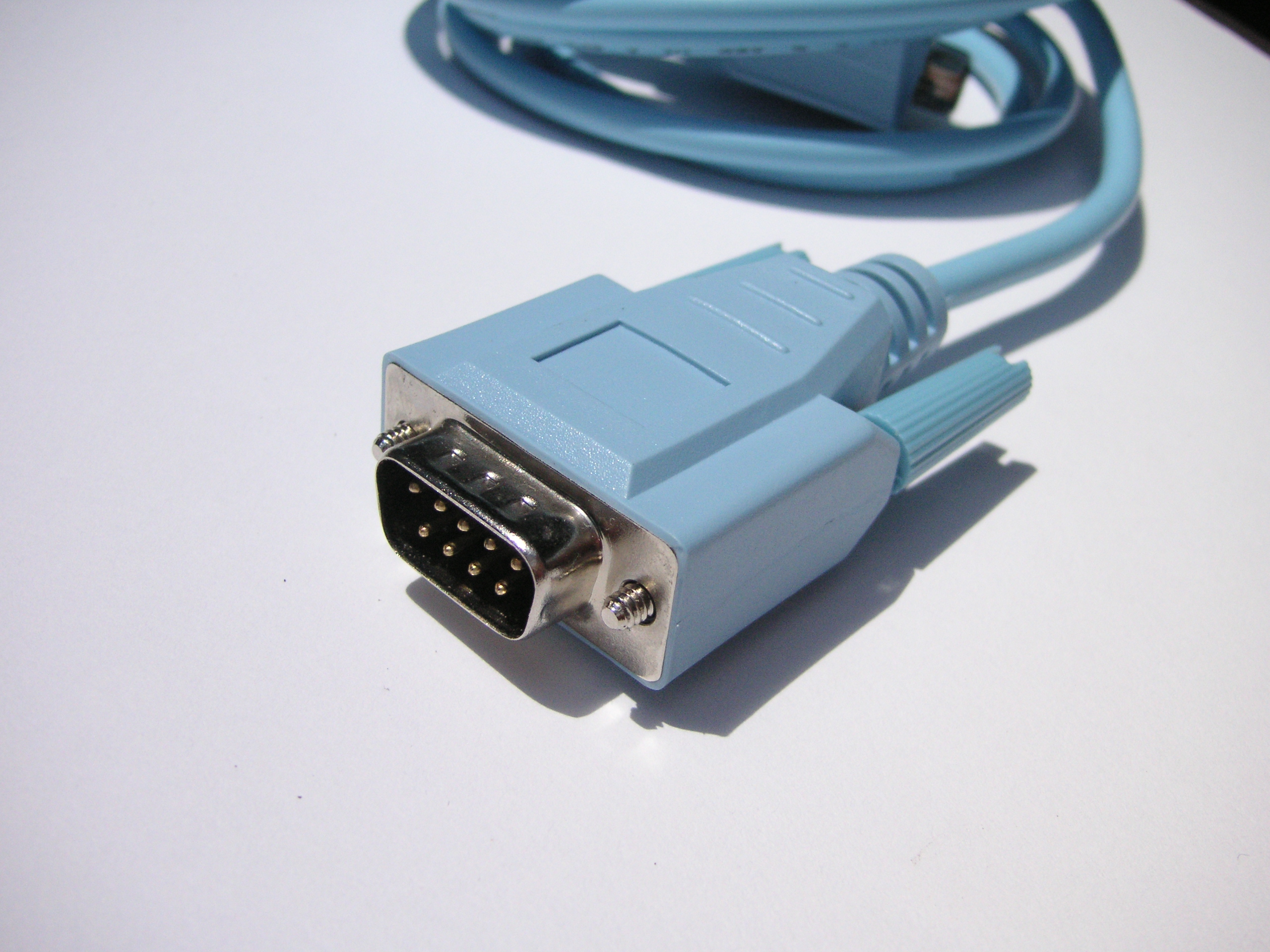
کابل‌های سریال معمولاً برای ارتباط آراِس-۲۳۲ به‌کار می‌روند.

کابل سریال یا کابل آراِس-۲۳۲ یک کابل است که برای انتقال اطلاعات بین دو دستگاه از طریق یک ارتباط سریال استفاده می‌شود. شکل کانکتورها به درگاه سریال به‌کاررفته بستگی دارد. کابلی که برای اتصال مستقیم دو تجهیزات ترمینال داده (دی‌تی‌ای) سیم‌کشی شده باشد، به‌عنوان یک نال مودم شناخته می‌شود.

## بیشینه طول کابل
بیشینه طول عملیاتی یک کابل به ویژگی‌های فرستنده و گیرنده، نرخ باود روی کابل، و ظرفیت خازنی و امپدانس الکتریکی کابل بستگی دارد. استاندارد آراِس-۲۳۲ تصریح می‌کند که یک درگاه سازگار باید مشخصات سیگنال را برای بار خازنی ۲۵۰۰‎ pF فراهم کند. این مقدار به طول ثابتی از کابل مربوط نمی‌شود، زیرا کابل‌های مختلف ویژگی‌های متفاوتی دارند. ترکیب‌های تجربی متفاوتی از نرخ بیت، درگاه‌های سریال، نوع و طول‌های گوناگون کابل می‌توانند ارتباطی پایدار فراهم کنند، اما به‌طور کلی درگاه‌های سازگار با آراِس-232 برای اتصال حداکثر چند ده متر کابل در نظر گرفته شده‌اند. در فاصله‌های صدها یا هزاران متری استانداردهای ارتباط سریال دیگر، برای انتقال داده مناسب‌ترند.

## یادداشت
1. ↑  Data terminal equipment (DTE)